# Губаревка (Полтавская область)
Губаревка (укр. Губарівка) — село,
Маячковский сельский совет,
Новосанжарский район,
Полтавская область,
Украина.
Код КОАТУУ — 5323483702. Население по переписи 2001 года составляло 134 человека.

## Географическое положение
Село Губаревка находится на правом берегу реки Маячка,
выше по течению на расстоянии в 4 км расположено село Радужное,
ниже по течению на расстоянии в 0,5 км расположено село Ливенское.
Река в этом месте пересыхает, на ней сделана большая запруда.